# Brendan Nelson
Brendan Nelson (Melbourne 19 de agosto de 1958) es un expolítico australiano y ex líder de la oposición. El 25 de agosto de 2009 anunció su retiro de la política.

## Biografía
Se desempeñó como líder federal de la oposición entre 2007 y 2008. Fue miembro de la Cámara de Representantes de 1996 a 2009, como miembro liberal por la división de Bradfield en el norte Sídney.[cita requerida]
Médico de profesión, saltó a la fama pública como presidente federal de la Asociación Médica Australiana (1993-1995) y sirvió como ministro en el tercer y cuarto mandato del gobierno de John Howard, siendo ministro de Educación, Ciencia y Capacitación (2001-2006) y ministro de Defensa (2006-2007).[cita requerida]
Tras las elecciones federales de 2007, en las que el gobierno de Howard fue derrotado, Fue elegido líder del partido Liberal en una contienda contra el exministro de Medio Ambiente y Recursos Hídricos Malcolm Turnbull, y se convirtió en líder de la oposición el 3 de diciembre de 2007. El 16 de septiembre de 2008, en una segunda contienda tras una moción de desprestigio, Perdió el liderazgo de la oposición y del partido Liberal ante Turnbull.[cita requerida]
El 25 de agosto de 2009 anunció su próximo retiro de la política. En septiembre de 2009, el primer ministro laborista Kevin Rudd anunció como el próximo Embajador de Australia ante la Unión Europea, Bélgica y Luxemburgo, así como representante especial de Australia ante la OTAN  Siguió siendo miembro de Bradfield hasta que renunció oficialmente el 19 de octubre de 2009, lo que desencadenó las elecciones parciales de Bradfield de 2009.[cita requerida]
El 10 de octubre de 2012, dimitió como embajador tras ser ascendido a suceder a Steve Gower como director del memorial de Guerra Australiano; cargo que asumió el 17 de diciembre de 2012.      